# Skalbaggshök
Skalbaggshök (Tachyspiza francesiae) är en liten hök i familjen hökar inom ordningen hökfåglar.

## Utseende
Skalbaggshöken är en sparvhöklik rovfågel med grå eller brun rygg och ljus undersida. Honan, som är mycket större än hanen, uppvisar rödaktig tvärbandning undertill, medan den mindre hanen är slätbröstad och ljus. Hanen är distinkt, men hona och den brunaktiga ungfågeln är mycket svåra att skilja från madagaskarsparvhöken. Skalbaggshök har dock tunna tvärband på undersidan av stjärten, den rödaktiga tvärbandningen på bröstet, ett mörkt lodrätt streck nerför strupens mitt och kort mittå. 

## Utbredning och systematik
Arten förekommer på Madagaskar och i Komorerna. Den delas upp i fyra underarter endemiska för fyra olika öar:
- francesii – på Madagaskar
- griveaudi – på Grande Comore i Komorerna
- pusillus – på Anjouan i Komorerna
- brutus	– på Mayotte i Komorerna

Underarten pusillus kan vara utdöd.

### Släktskap
Arten placerades tidigare i släktet Accipiter. Genetiska studier visar dock att släktet så som det traditionellt är konstituerat är parafyletiskt, där kärrhökarna i Circus är inbäddade, men också släktena Erythrotriorchis och Megatriorchis. För att kärrhökarna ska kunna behållas i ett eget släkte delas därför Accipiter delas upp i flera mindre släkten, däriblamd Tachyspiza.

## Levnadssätt
Skalbaggshök hittas i öppen skog, buskmarker, plantage och till och med byar. Den ses vanligen sitta på en exponerad plats eller flyga snabbt genom träden, endast sällan kretsflyga.

## Status
Arten har ett stort utbredningsområde och beståndet anses stabilt. Internationella naturvårdsunionen IUCN listar den därför som livskraftig (LC).

## Namn
Fågelns vetenskapliga artnamn hedrar Lady Henrietta Frances Cole (1784-1847, född Harris), gift med Sir Galbraith Lowry Cole, guvernör över Kapkolonin 1828-1833. Fram tills nyligen kallades den franceshök även på svenska, men justerades 2022 till ett enklare och mer informativt namn av BirdLife Sveriges taxonomikommitté.